# Microrégion de São João da Boa Vista
 (février 2025).
Si vous disposez d'ouvrages ou d'articles de référence ou si vous connaissez des sites web de qualité traitant du thème abordé ici, merci de compléter l'article en donnant les références utiles à sa vérifiabilité et en les liant à la section « Notes et références ».
La microrégion de São João da Boa Vista est l'une des cinq microrégions qui subdivisent la mésorégion de Campinas de l'État de São Paulo au Brésil.
Elle comporte 14 municipalités qui regroupaient 409 437 habitants en 2010 pour une superficie totale de 5 429 km².

## Municipalités[1]
- Águas da Prata
- Caconde
- Casa Branca
- Divinolândia
- Espírito Santo do Pinhal
- Itobi
- Mococa
- Santo Antônio do Jardim
- São João da Boa Vista
- São José do Rio Pardo
- São Sebastião da Grama
- Tambaú
- Tapiratiba
- Vargem Grande do Sul